# Bán già phu tọa
Bán già phu tọa (zh. 半跏趺坐, ja. hanka-fusa) là kiểu ngồi "nửa phần kiết già", chỉ một chân được gác qua bắp vế của chân khác. Bán già phu tọa là thế ngồi thiền dành cho những người không thể ngồi kiết già lâu được, mặc dù thế ngồi này không cân bằng, vững chắc như thế kiết già. Bán già phu tọa cũng được gọi là "Bồ Tát tọa" (ja. bosatsu-za).